# Omer Fedi
Omer Fedi (hebr. עומר פדי; ur. 25 marca 2000 w Tel Awiwie) – izraelski muzyk i producent muzyczny.
Współpracował z artystami takimi jak: 24kGoldn, Trevor Daniel, The Kid Laroi, Yungblud, Lil Nas X i Charli XCX.
Laureat nagrody Gold Derby Music Award, raz nominowany do niej.

## Życiorys
Omer Fedi urodził się 25 marca 2000 roku w Tel Awiwie w żydowskiej rodzinie. Ma dwóch braci, Bena i Guya. Jego ojciec, Asher, jest zawodowym perkusistą, znanym ze współpracy z takimi przedstawicielami izraelskiej sceny muzycznej jak: Szelomo Arci i Szalom Hanoch. Fedi już jako małe dziecko zaczął grać na perkusji korzystając ze wskazówek i doświadczenia ojca. Mając 10 lat zaczął grać na gitarze. Po wysłuchaniu płyty Blood Sugar Sex Magik zespołu Red Hot Chili Peppers postanowił zająć się muzyką. Później, słuchając zespołu Steely Dan, zainteresował się jazzem. W wieku 16 lat przeprowadził się do Stanów Zjednoczonych, kiedy jego ojciec postanowił rozwinąć talent muzyczny syna. Fedi zapisał się do liceum i wstąpił do zespołu jazzowego. Będąc uczniem ostatniej klasy liceum zdobył w 2018 roku nagrodę Outstanding Performer na Reno Jazz Festival pokonując ponad 9000 młodych muzyków. Na początku trzeciej dekady XX wieku przeprowadził się do Los Angeles nie mając jeszcze żadnych powiązań z branżą muzyczną. Nawiązał współpracę z 24kGoldn, wówczas studentem próbującym odnieść sukces jako raper. Obaj napisali wspólnie szereg piosenek. Jedna z nich, „Mood”, doszła 19 października 2020 roku do 1. miejsca na liście Hot 100 tygodnika Billboard, notując 300 milionów odtworzeń na Spotify, a jej teledysk – ponad 42 miliony wyświetleń na YouTube. W tym samym roku został zaliczony przez magazyn XXL do najlepszych hip-hopowych producentów roku.
Kolejnymi utworami, w powstaniu których brał udział, a które znalazły się na 1. miejscu listy Hot 100, były: „Montero (Call Me by Your Name)” Lil Nas Xa (10 kwietnia 2021), „Stay” Kida Laroia i Justina Biebera (14 sierpnia 2021) i „Unholy” Sama Smitha i Kim Petras (29 października 2022).
W tym samym czasie wziął udział (jako gitarzysta, basista, kompozytor i producent) w nagrywaniu albumu Machine Gun Kelly Tickets to My Downfall, wydanego 25 września 2020 roku. Album doszedł do 1. miejsca na liście Billboard 200. Następnie uczestniczył (jako kompozytor, gitarzysta-basista, klawiszowiec, producent i programista) w realizacji albumu Yungbluda Weird!, wydanego 4 grudnia tego samego roku. Album doszedł do 1. miejsca na liście UK Albums Chart.
Piosenka „Special” SZA z 2022 roku, której był współautorem i współproducentem, zdobyła 8 lutego 2025 roku certyfikat platynowej płyty RIAA za 1 milion sprzedanych egzemplarzy.
W 2024 roku był współautorem piosenek „360” i „B2B”, które znalazły się na albumie Brat Charli XCX. W tym samym roku był współproducentem (z Cirkutem, Rogétem Chahayedem i Bruno Marsem) piosenki „Apt.” Rosé i Marsa, promującej debiutancki album koreańskiej piosenkarki, Rosie. 2 listopada 2024 roku singiel z tym nagraniem znalazł się na 1. miejscu listy Billboard Global 200.

## Inspiracje muzyczne
Inspiracje Fediego mają swoje korzenie w muzyce rockowej. Artysta powołuje się na Jimiego Hendrixa w okresie, kiedy dorastał w Izraelu. Do swoich ulubionych zespołów i gitarzystów zalicza tych, „którzy tworzą najbardziej chwytliwe riffy”: Jimmy’ego Page’a, Johna Frusciante z Red Hot Chili Peppers i The Strokes.

## Metody pracy
Jest przeciwny idei współpracy nieznajomych w studiu w celu napisania utworu dla topowej gwiazdy. Jak stwierdził w jednym z wywiadów: „Nie rozumiem, jak można tworzyć muzykę z kimś, kto nie jest twoim przyjacielem albo [jest] kimś przypadkowym. Jeśli nie pasujecie do siebie jako ludzie, to nawet jeśli obaj jesteście niesamowitymi muzykami, nie możecie stworzyć dobrej muzyki”. Jako przykład dobrej współpracy podał Lil Nas X-a.

## Życie prywatne
Od 2021 jest związany z amerykańską influencerką Addison Rae.

## Nagrody i wyróżnienia

### Grammy
Czterokrotnie nominowany do nagrody Grammy.

### BMI Pop Awards
- 2022 – wygrał w kategorii Songwriter of the Year[19].

### iHeartRadio Music Awards
- 2022 – wygrał w kategorii Songwriter of the Year[20]
- 2023 – nominowany w te samej kategorii[21].

### Gold Derby Music Award
- 2025 – zdobył nagrodę Gold Derby Music Award w kategorii: Album of the Year za album Brat (wspólnie ze współproducentami tego albumu: A.G. Cookiem, Cirkutem, George’em Danielem, Charli XCX, Gesaffelsteinem, Finnem Keane, Hudsonem Mohawke, El Guincho, Jonem Shave’em i Linusem Wiklundem)[22].
  - W tym samym roku nominowany do tej nagrody za ten sam album w kategorii: Best Pop Album (wspólnie ze współproducentami tego albumu)[22].